# Vigoulet-Auzil
Vigoulet-Auzil település Franciaországban, Haute-Garonne megyében. Lakosainak száma 1021 fő (2022. január 1.). Vigoulet-Auzil Mervilla, Aureville, Lacroix-Falgarde, Pechbusque, Portet-sur-Garonne és Vieille-Toulouse községekkel határos.

## Népesség
A település népessége az elmúlt években az alábbi módon változott:
| Lakosok száma | 212  | 735  | 927  | 970  | 921  | 906  | 904  | 931  | 967  | 1021 |
|               | 1968 | 1982 | 1990 | 2006 | 2013 | 2015 | 2017 | 2019 | 2020 | 2022 |